# Mass start

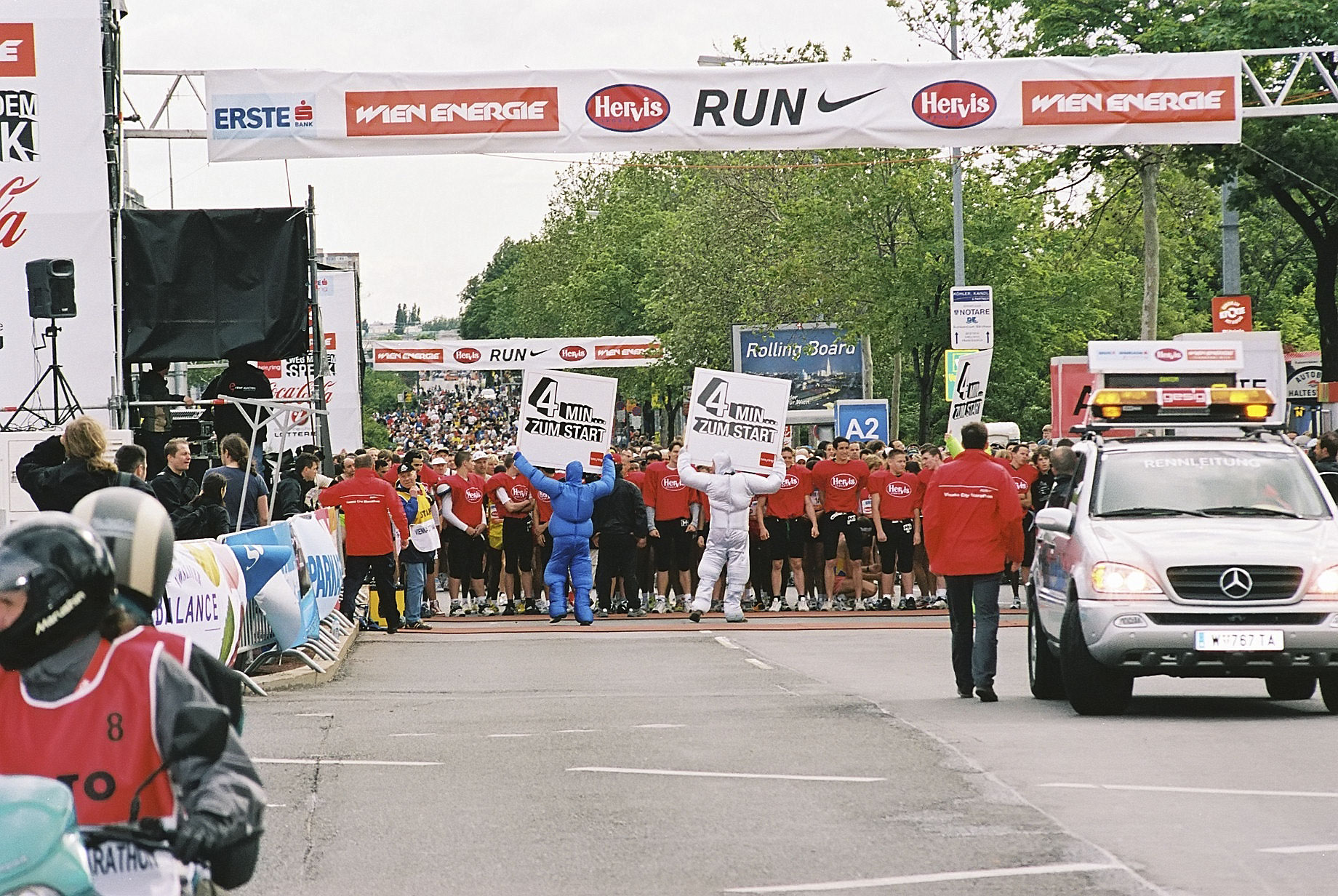
Départ du Marathon de Vienne en 2004.

Le (ou la) mass start, en français départ groupé ou départ en masse, est une forme de départ utilisée dans certaines épreuves de sport au grand nombre de participants, comme les marathons, les courses de patinage de vitesse, le ski de fond, le combiné nordique, le biathlon, le Vélo Tout Terrain ou le triathlon.

## Historique en biathlon
Créé à la fin des années 1990 par l'IBU, le départ en masse (ou départ groupé) en biathlon, dit en anglais mass start ou mass-start, est le quatrième format d'épreuve individuelle à voir le jour. Cette épreuve est une course en ligne similaire à la poursuite, mais sans handicap de temps au départ, puisque tous les athlètes partent en même temps (d'où le nom de l'épreuve), et avec deux fois moins de concurrents (30 pour la mass start contre 60 pour la poursuite). Il s’agit donc également d’une course nerveuse et à rebondissements.
Depuis la Coupe du monde 2010-2011, les 25 premiers du classement général de la Coupe du monde et les cinq meilleures performances des courses de l'étape en cours peuvent participer à cette épreuve. Cinq tours de circuit et quatre séances de tir sont au programme de cette course (deux tirs couché suivis de deux tirs debout, une boucle de 150 m supplémentaire par cible manquée). Le vainqueur est le premier à franchir la ligne d'arrivée. Long de 15 km pour les hommes et de 12,5 km pour les femmes, le départ en masse se situe entre la poursuite et l'individuel en termes de distance. Lors du premier passage sur le pas de tir, chaque athlète se place sur le tapis correspondant à son numéro de dossard, alors que pour les trois séances de tir suivantes, les biathlètes se placent simplement suivant l'ordre de la course. Prendre un tour de retard sur la tête de la course est éliminatoire.
Traditionnellement, le départ groupé est la dernière épreuve disputée lors d'une étape de Coupe du monde quand elle est au programme. C'est également la dernière épreuve individuelle disputée lors des championnats du monde et des jeux olympiques. De même, elle clôt habituellement la saison hivernale de Coupe du monde en réunissant les meilleurs biathlètes pour décerner les diverses récompenses.

### Mass-start 60
Lors du 13e Congrès de l'IBU en septembre 2018, de nouvelles mesures proposées par le comité technique pour le départ groupé sont adoptées : il est en effet désormais possible d'avoir des départs en masse à 60 partants aussi bien qu'à 30.
La règle de la formule à 60 participants appelée MS 60, diffère cependant légèrement. Les biathlètes doivent effectuer six tours de piste (au lieu de cinq) sur une boucle plus courte (2,5 km au lieu de 3 pour les hommes pour un total inchangé de 15 km, et 2 km au lieu de 2,5 pour les dames pour un total de 12 km au lieu de 12,5 km). La première séance de tir est séparée en deux groupes de 30 biathlètes, le premier groupe tirant après un tour de piste, le second groupe de 30 après deux tours (tandis que ceux du premier groupe effectuent deux tours de piste à la suite). Après trois tours de piste, soit à mi-course, l'ensemble des biathlètes se retrouve en confrontation directe pour la seconde séance de tir couché. À ce stade, le risque d'embouteillage sur le pas de tir est très faible et similaire à celui d'une poursuite. L'avantage du départ groupé MS 60 est de permettre à un plus grand nombre de biathlètes de participer, et donc de rendre le départ groupé prévu jusqu'ici pour l'élite de la Coupe du monde plus accessible aux autres circuits et catégories (IBU Cup, juniors…). La nouvelle formule a été mise en application pour la première fois en mars 2019 lors de l'étape finale de l'IBU Cup 2018-2019 à Martell-Val Martello (Italie). Si la mass-start à 60 partants n'a encore jamais figuré au programme de la Coupe du monde, la formule spécifique de ce format (total de six tours de piste au lieu de cinq, avec le premier arrêt au tir au bout de deux tours) est en revanche parfois utilisée pour le départ groupé chez les hommes lorsque les conditions d'enneigement sont mauvaises (utilisation de la piste de 2,5 km au lieu de celle de 3 km).

## Autres sports

### Combiné nordique
Contrairement à l'ordre traditionnel : saut puis course, la course de fond se déroule en premier, et ses résultats sont transformés en points saut.
Le premier athlète du fond marque 120 points, puis décompte des suivants selon la table de conversion : 1 minute = 15 points en moins.
À la suite du concours de saut, les points du fond et du saut sont cumulés. Le classement de l'épreuve se fait dans l'ordre dégressif des points.

### Vélo Tout Terrain
Des courses de VTT comme la Mégavalanche et la Mountain of Hell ont des départs groupés.